# ボーイングY3
ボーイングY3はアメリカ合衆国の航空機メーカーボーイングがボーイング777-300、747の後継機の後継として計画している、300-600名以上を乗せる旅客機の計画名称でエアバスA350 XWBやA380に匹敵する、より大型の機体（500～600名程度）を開発する可能性も示唆される。
この開発計画はイエローストーン・プロジェクトの一環として進められている。

## 概要
ボーイング777-300は就航以来、多数が生産され、現在も順調に生産と販売が続けられている。777はこのクラスのワイドボディ旅客機が今後も航空会社にとって必要不可欠な主力機種であり続ける事は想像に難くない。近年開発が進められる777-8と777-9が相当する。
ボーイング777-300、747の後継となり、次世代の主力ワイドボディ機として確固たる地位を確立する事を目指したプロジェクトとして位置づけられる。
787の開発で培われた技術が採用されると想定される。それらを以下に示す。
- 主翼や胴体は軽量で強靭な複合材料製
- より扱いやすいグラスコックピット
- 静粛で環境汚染物質の排出を抑制した高バイパス比のターボファンエンジン